# Chamaedorea fragrans
Chamaedorea fragrans là loài thực vật có hoa thuộc họ Arecaceae. Loài này được (Ruiz & Pav.) Mart. mô tả khoa học đầu tiên năm 1823.